# 2021 em Portugal
Lista dos principais acontecimentos no ano 2021 em Portugal.

## Incumbentes
- Presidente da República: Marcelo Rebelo de Sousa
- Primeiro-Ministro: António Costa (XXII Governo Constitucional)
- Presidente da Assembleia da República: Eduardo Ferro Rodrigues (XIV Legislatura)
  - Presidente do Governo Regional dos Açores: José Manuel Bolieiro (XIII Governo Regional)
  - Presidente do Governo Regional da Madeira: Miguel Albuquerque (XIII Governo Regional)

## Eventos

### Janeiro
- 1 — Tem início a Presidência Portuguesa do Conselho da União Europeia, que se estende pelo primeiro semestre de 2021.[1]
- 4 — Dia de luto nacional pelas exéquias de Carlos do Carmo, na Basílica da Estrela.[2]
- 5 — Tem lugar o Concerto Inaugural da Presidência Portuguesa do Conselho da União Europeia, no Grande Auditório do Centro Cultural de Belém. A Orquestra Sinfónica Portuguesa é dirigida pela maestrina Joana Carneiro, e participam também Carminho, Ana Moura, Sara Correia, e Camané com fados em homenagem a Amália Rodrigues e Carlos do Carmo.[3]
- 14 — A Ministra do Trabalho, Ana Mendes Godinho, testa positivo à COVID-19, manifestando sintomas ligeiros da doença.[4]

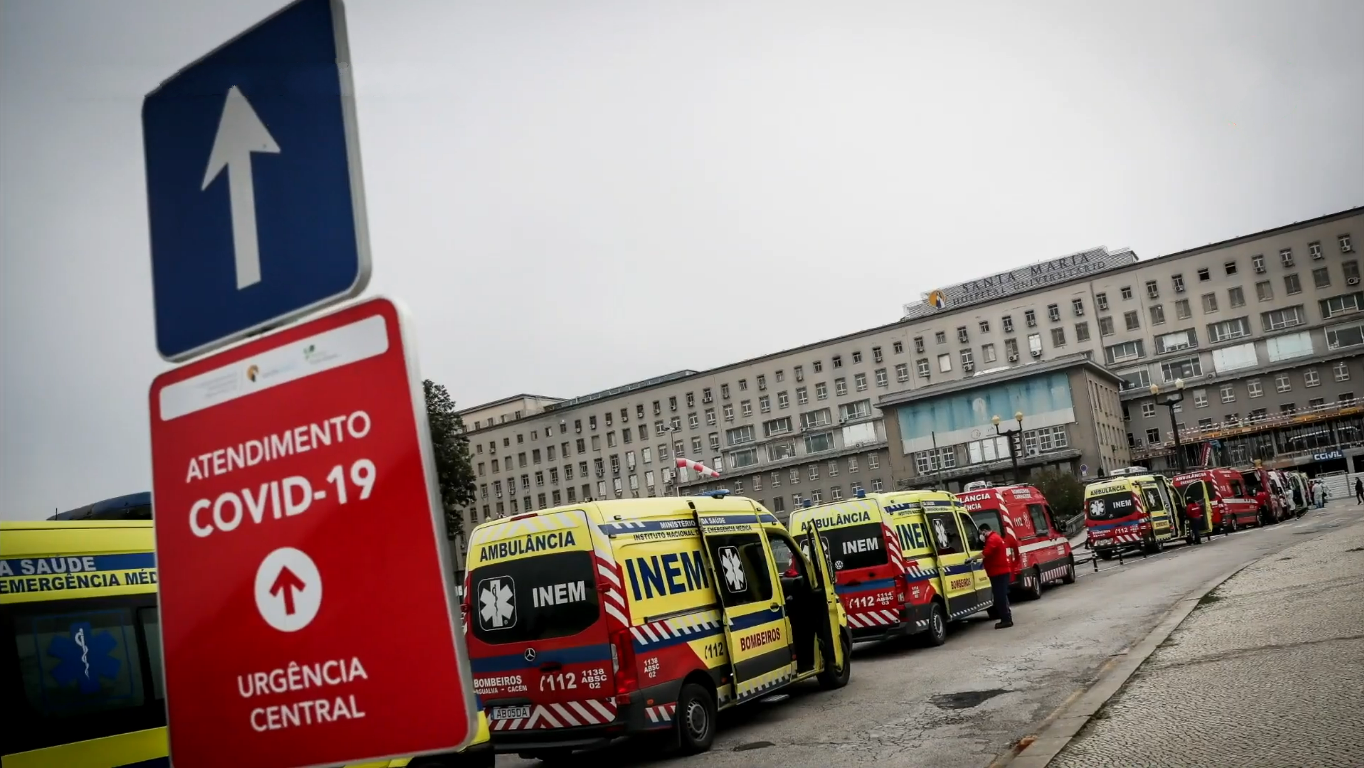
Filas de ambulâncias à entrada do Serviço de Urgência do Hospital de Santa Maria, em Lisboa, no pico da terceira vaga da pandemia de COVID-19 em janeiro de 2021

- 15 — No quadro do crescimento exponencial das contaminações de COVID-19, com uma sucessão de números recorde de novos casos diários, de mortes, e de internamentos e doentes em unidades de cuidados intensivos, passa a vigorar um novo confinamento geral no território nacional continental, semelhante ao imposto em Março de 2020.[5]
- 16 — O Ministro das Finanças, João Leão, testa positivo à COVID-19. Por terem contactado com o ministro durante a visita de uma delegação da Comissão Europeia a Lisboa, os comissários europeus Margrethe Vestager, Valdis Dombrovskis e Elisa Ferreira são postos em isolamento profilático.[6]
- 19 — O Ministro da Economia e da Transição Digital, Pedro Siza Vieira, testa positivo à COVID-19; o ministro já se encontrava em isolamento profilático após contacto com João Leão.[7]
- 22 — Embora as atividades escolares fossem uma das exceções ao novo confinamento geral, face ao agravamento da situação da pandemia de COVID-19, suspendem-se todas as atividades letivas e não-letivas, pelo período de 15 dias.[8]
- 22 — A Ministra da Agricultura, Maria do Céu Antunes, testa positivo à COVID-19, mantendo-se sem apresentar quaisquer sintomas.[9]
- 23 — A Estrutura Hospitalar de Contingência de Lisboa (EHCL), hospital de campanha albergado nas instalações do Estádio Universitário de Lisboa para doentes COVID-19 com sintomatologia ligeira, recebe os primeiros doentes.[10]
- 24 — Eleições presidenciais. O incumbente, Marcelo Rebelo de Sousa, é reeleito à primeira volta com 61% dos votos validamente expressos. Em segundo lugar fica Ana Gomes com 13%, o melhor resultado eleitoral obtido por uma mulher em eleições presidenciais, e em terceiro André Ventura, líder do Chega, com 12%.[11]
- 24 — O Ministro da Defesa Nacional, João Gomes Cravinho, testa positivo à COVID-19, manifestando sintomas ligeiros da doença.[12]
- 26 — Uma sobrecarga da rede de oxigenoterapia do Hospital Professor Doutor Fernando Fonseca (Amadora-Sintra) ao início da noite condiciona flutuações na quantidade de débito de oxigénio que chega às enfermarias e urgência para doentes com COVID-19. O plano de contingência do hospital previa no seu limite 120 camas de enfermaria para doentes com COVID-19; nessa noite, encontravam-se internados em enfermaria 333. A situação obriga à transferência de 48 doentes para várias unidades hospitalares da região de Lisboa e Vale do Tejo, nomeadamente o Hospital de Santa Maria, Hospital de São Bernardo, Hospital das Forças Armadas, e o Hospital de Campanha do Estádio Universitário. No dia seguinte, mais 19 doentes são transferidos para uma enfermaria inativa do Hospital da Luz.[13]
- 30 — No rescaldo das eleições presidenciais e perante o resultado alcançado por André Ventura, o ex-deputado e antigo secretário de Estado Adolfo Mesquita Nunes contesta a liderança de Francisco Rodrigues dos Santos no CDS–PP e pede um congresso extraordinário para se propor a candidato à presidência do partido.[14]

### Fevereiro

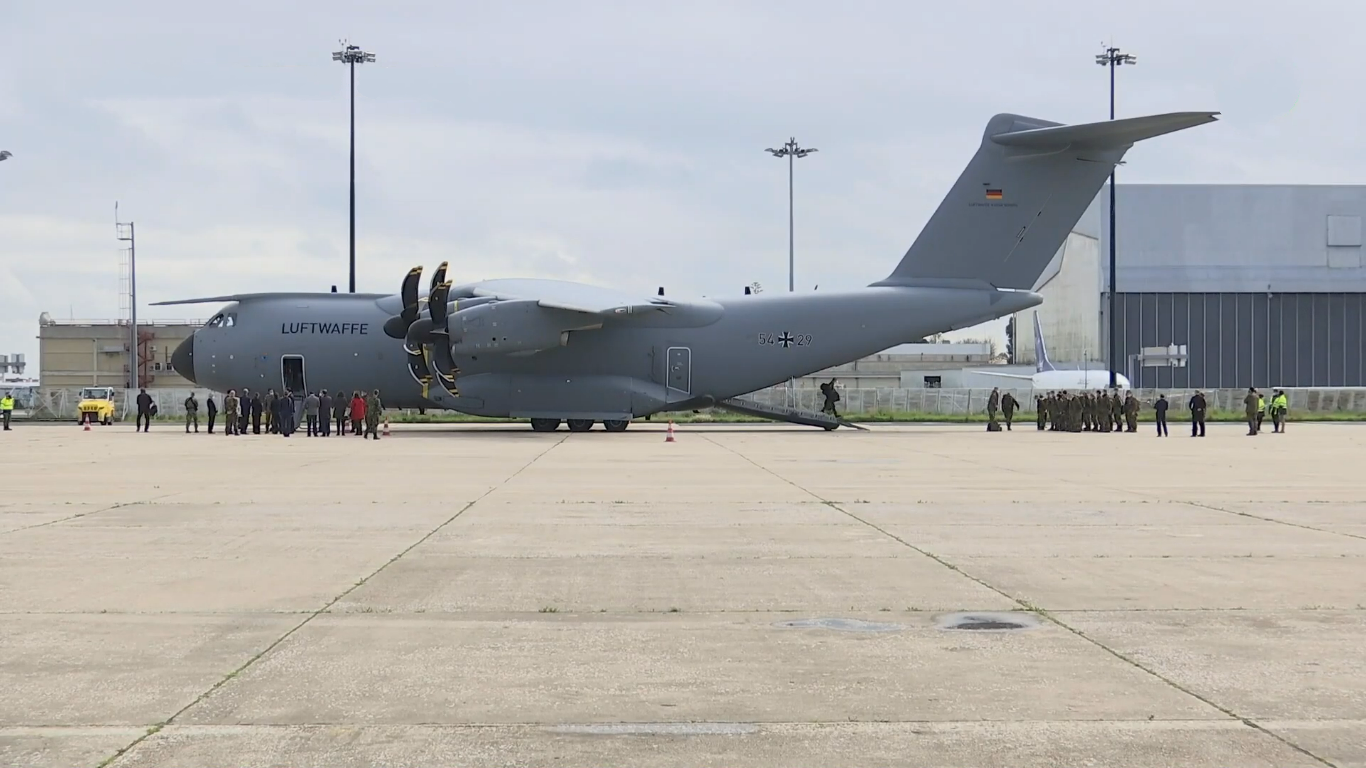
Chegada de apoio médico alemão ao Aeródromo Militar de Lisboa, em fevereiro de 2021

- 2 — Francisco Ramos, coordenador da Task Force para o Plano de Vacinação contra a COVID-19, demite-se do cargo por irregularidades no processo de seleção para vacinação de profissionais de saúde do Hospital da Cruz Vermelha, a cuja comissão executiva preside.[15] É sucedido pelo vice-almirante Henrique Gouveia e Melo, nomeado pelo governo no dia seguinte.[16]
- 3 — Chega a Portugal uma equipa clínica alemã para dar apoio ao sistema de saúde português face à pressão provocada pela pandemia de COVID-19, após um pedido de ajuda dirigido pela Ministra da Saúde, Marta Temido, à Ministra da Defesa alemã, Annegret Kramp-Karrenbauer. A equipa, constituída por 26 profissionais de saúde, equipados com 40 ventiladores móveis e dez estacionários, 150 bombas de infusão e outras tantas camas hospitalares, é alocada durante um período de três semanas ao Hospital da Luz, numa unidade desativada e temporariamente sob a organização do Serviço Nacional de Saúde.[17][18]

### Março

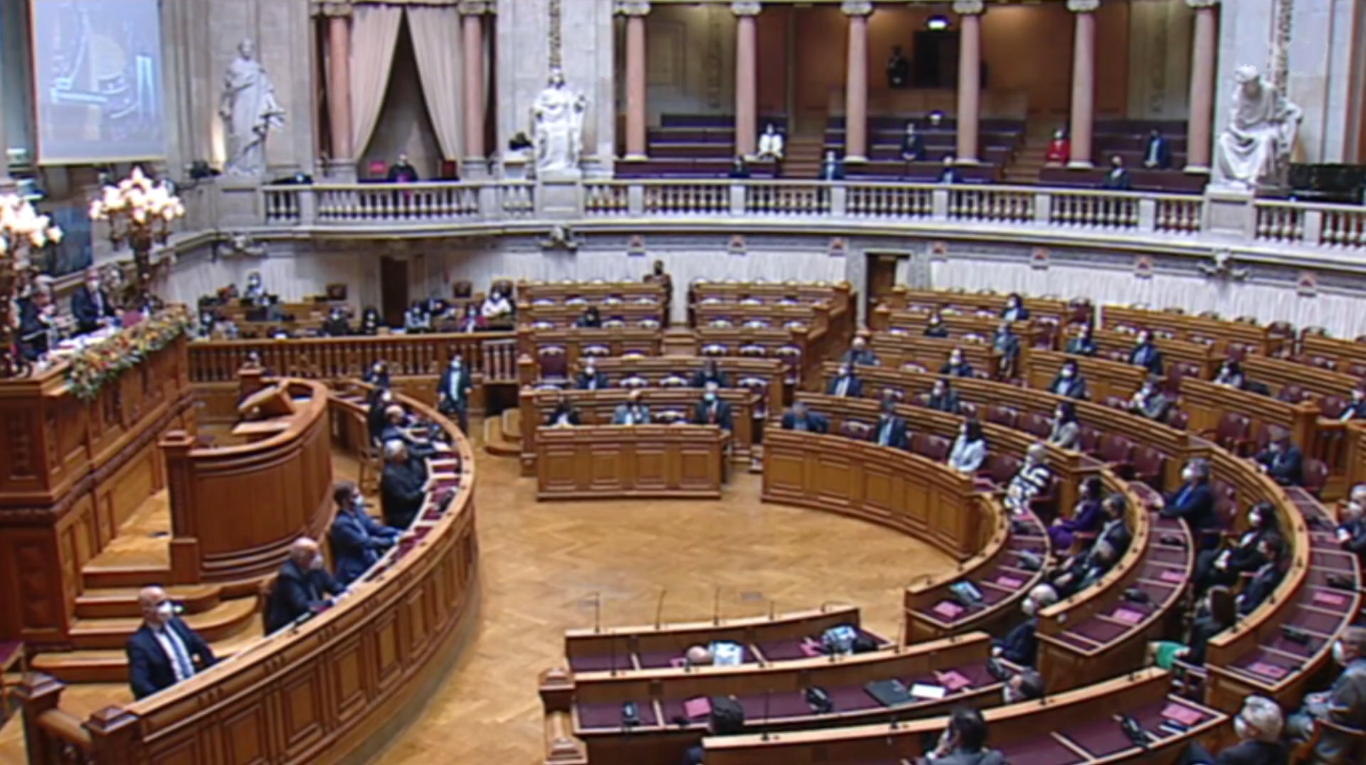
Tomada de posse de Marcelo Rebelo de Sousa, com medidas de distanciamento social

- 9 — Tomada de posse de Marcelo Rebelo de Sousa para o segundo mandato enquanto Presidente da República Portuguesa. A cerimónia é adaptada às restrições impostas pelo estado de emergência (designadamente no que diz respeito à redução do número de presenças na Sala das Sessões, ao nível do cerimonial protocolar e do efetivo militar presente).[19]

### Abril
- 9 — Numa comunicação de mais de três horas, o juiz Ivo Rosa divulga a decisão instrutória da Operação Marquês, que tem como principal arguido o antigo primeiro-ministro José Sócrates. Sócrates não é julgado pelos três crimes de corrupção de que estava acusado pelo Ministério Público.[20]
- 30 — Termina o estado de emergência devido à pandemia de COVID-19, ao fim de 173 dias consecutivos em vigor com onze renovações (15 renovações ao todo), desde 9 de Novembro de 2020.[21]

### Maio
- 2 — Inauguração da Ponte 516 Arouca sobre o Rio Paiva, das mais longas ponte pedonais suspensa do mundo, pela Ministra da Coesão Territorial, Ana Abrunhosa.[22]
- 7 e 8 — A Cimeira Social do Porto reúne os chefes de Estado e de Governo dos 27 Estados-membros da União Europeia. No final da cimeira, é aprovada e assinada, no Palácio de Cristal, a Declaração do Porto sobre a agenda social da União, no sentido de mobilizar os recursos necessários para solucionar a crise económica e social numa altura em que se vivem tempos sem precedentes provocados pela crise sanitária.[23]
- 11 — O Sporting Clube de Portugal vence o Boavista Futebol Clube por 1-0 em jogo da 32.ª jornada da Primeira Liga, resultado que lhes garante o título de campeão nacional, o primeiro desde 19 anos antes, em 2002.[24] Os festejos em Lisboa foram marcados por confrontos entre os adeptos e as autoridades devido às restrições impostas pela pandemia.[25]
- 18 — É lançada a Lotaria Instantânea do Património Cultural ("Raspadinha do Património"), com o objetivo de angariar verbas para o Fundo de Salvaguarda do Património Cultural do Ministério da Cultura.[26]

### Junho
- 9 — Rebenta o escândalo Russiagate, após o semanário Expresso noticiar que a Câmara Municipal de Lisboa entregara à embaixada russa os dados pessoais de três ativistas opositores do regime de Vladimir Putin, residentes em Portugal, quando estes organizaram um protesto em Lisboa contra a prisão de Alexei Navalny.[27]
- 10 — Comemorações Oficiais do Dia de Portugal, de Camões e das Comunidades Portuguesas, no Funchal.[28]
- 10 — Eclipse anular do Sol, visível em todo o território nacional como eclipse parcial.[29]
- 18 — Um veículo que transportava Eduardo Cabrita, Ministro da Administração Interna, atropela e mata um homem de 43 anos que trabalhava na manutenção da via da A6, perto de Évora.[30]
- 29 — O empresário Joe Berardo é detido por suspeita de burla agravada, fraude fiscal e branqueamento de capitais, resultando em prejuízos de quase mil milhões de euros à Caixa Geral de Depósitos, ao Novo Banco e ao Banco Comercial Português, no contexto de uma megaoperação desencadeada pela Polícia Judiciária e pelo Ministério Público.[31]
- 30 — Fim da Presidência Portuguesa do Conselho da União Europeia, que passa para a República da Eslovénia.

### Julho
- 7 — O presidente do Sport Lisboa e Benfica, Luís Filipe Vieira é detido no âmbito da Operação Cartão Vermelho, inquérito dirigido pelo Departamento Central de Investigação e Ação Penal, sob suspeitas de crimes de abuso de confiança, burla qualificada, falsificação, fraude fiscal e branqueamento que terão lesado o Estado, o clube e o Novo Banco em 100 milhões de euros. São também detidos o seu filho, Tiago Vieira, e dois empresários da confiança do dirigente desportivo, José António dos Santos (o "Rei dos Frangos") e Bruno Macedo.[32]
- 11 — Morre Constança Braddell, uma jovem de 24 anos que sofria de fibrose quística e que alertou o país para os problemas de acesso ao fármaco modulador elexacaftor/tezacaftor/ivacaftor (comercializado com o nome Kaftrio) nos hospitais do SNS.[33]
- 23 — Deflagra um incêndio na cobertura do Palácio da Justiça do Porto, associado obras de manutenção que aí decorriam. É dado como extinto após a intervenção do Batalhão de Sapadores Bombeiros do Porto, não se registando danos de maior.[34]

### Agosto
- 8 — André Ventura, líder partidário e deputado único do Chega, é diagnosticado com COVID-19, após um contacto positivo durante uma manifestação do partido, no Porto, dois dias antes. Apesar de já ser elegível, Ventura não tinha ainda tomado a vacina contra a COVID-19.[35]
- 16 — Durante a madrugada, deflagra um incêndio rural em Castro Marim, que acaba por se estender para os concelhos de Vila Real de Santo António e Tavira durante a tarde. O incêndio é dado por dominado na tarde do dia seguinte, não havendo feridos graves a registar, apesar dos danos materiais, com casas e culturas atingidas.[36]
- 18 — Deflagra um incêndio florestal no concelho de Odemira; quando foi dado por dominado no dia seguinte, a Proteção Civil estimou a área ardida em 1100 hectares, num perímetro de 20 quilómetros.[37]
- 19 — A Ministra da Saúde, Marta Temido, anuncia que desde o dia anterior 70% da população portuguesa se encontra com o esquema vacinal contra a COVID-19 completo. A meta, atingida semanas antes do inicialmente previsto (5 de setembro), está associada à passagem para a segunda das três fases de desconfinamento do plano do governo para a gestão da pandemia, equacionando-se o levantamento de medidas restritivas de contenção da pandemia.[38] Nesse dia, simbolicamente, Henrique Gouveia e Melo, o coordenador da task force responsável pelo plano de vacinação, é condecorado pelo Presidente da República com a Grã-Cruz da Ordem Militar de Avis.[39]

### Setembro
- 11 a 13 — Três dias de luto nacional pelas exéquias e funeral de Estado de Jorge Sampaio.[40]
- 11 — Tem lugar, diante da Assembleia da República, uma manifestação contra o processo de vacinação contra a COVID-19. A participação mais destacada dentre os oradores foi a de Fernando Nobre, que fez várias afirmações conspiratórias e factualmente incorretas sobre a pandemia.[41][42][43] Durante a manifestação, a multidão percebeu que Eduardo Ferro Rodrigues, Presidente da Assembleia da República, estava a almoçar com a mulher num restaurante nas imediações, e, durante largos minutos, os manifestantes cercaram o restaurante e filmaram, insultaram e ameaçaram a segunda maior figura do Estado.[44]
- 26 — Eleições autárquicas.[45] O Partido Socialista obtém uma vitória a nível nacional, conquistando 147 autarquias, contra 109 do Partido Social Democrata; contudo, verificam-se pesadas derrotas para o PS,  nomeadamente Lisboa, Coimbra, e o Funchal, todas para o PSD.[46]
- 28 — João Rendeiro, fundador e administrador do falido Banco Privado Português é condenado pelo Tribunal Judicial da Comarca de Lisboa por burla qualificada, a sua terceira condenação no contexto do Caso BPP. Nesse mesmo dia, é noticiado que Rendeiro havia fugido de Portugal e da Europa para se furtar ao cumprimento das penas de prisão; no dia seguinte, é emitido um mandado de captura internacional contra João Rendeiro, passando a integrar a lista de procurados da Europol e Interpol.[47][48]

### Outubro
- 3 — A Seleção Portuguesa de Futsal Masculino sagra-se, pela primeira vez, Campeã do Mundo, derrotando a Argentina por 2 a 1.[49]
- 6 — Após a anunciada demissão de Nuno Fachada, diretor clínico do Hospital de São Bernardo, em Setúbal, alegando falta de condições de trabalho e alertando para o subfinanciamento da unidade hospitalar que ameaça rutura em vários dos seus serviços primordiais, 86 membros da direção clínica, diretores de serviço e departamentos, coordenadores de unidade e comissões e ainda chefes de equipa de urgência demitem-se em bloco solidariamente.[50]
- 7 — O juiz Rui Fonseca e Castro é demitido da magistratura judicial, com efeitos imediatos, por decisão unânime do Conselho Superior da Magistratura; em causa esteve um processo disciplinar que lhe foi movido por incentivo à violação da lei e das regras sanitárias relativas à pandemia de COVID-19, bem como às suas declarações difamatórias dirigidas a várias autoridades e dirigentes políticos.[51]
- 9 — É atingida a meta de 85% da população com esquema vacinal completo contra a COVID-19.[52]
- 9 — Eleições para os órgãos sociais do Sport Lisboa e Benfica; Rui Costa, que já exercia interinamente o cargo desde o afastamento de Luís Filipe Vieira devido às acusações resultantes da Operação Cartão Vermelho em julho, é eleito Presidente da Direção.[53]
- 12 — O Ministro das Finanças, João Leão, apresenta publicamente a proposta de Orçamento do Estado para 2022.[54] As reações negativas à apresentação da proposta do Governo, por parte do Bloco de Esquerda e do Partido Comunista Português, fazem antever a possibilidade de chumbo do orçamento e uma subsequente crise política com a queda do governo minoritário do Partido Socialista.[55]
- 17 — Tomada de posse de Pedro Santana Lopes como Presidente da Câmara Municipal de Figueira da Foz.[56]
- 18 — Tomada de posse de Carlos Moedas como Presidente da Câmara Municipal de Lisboa, sucedendo a Fernando Medina.[57]
- 19 — Cerimónia de concessão de honras de Panteão Nacional a Aristides de Sousa Mendes, com o descerrar de uma lápide evocativa na Igreja de Santa Engrácia, em Lisboa.[58]

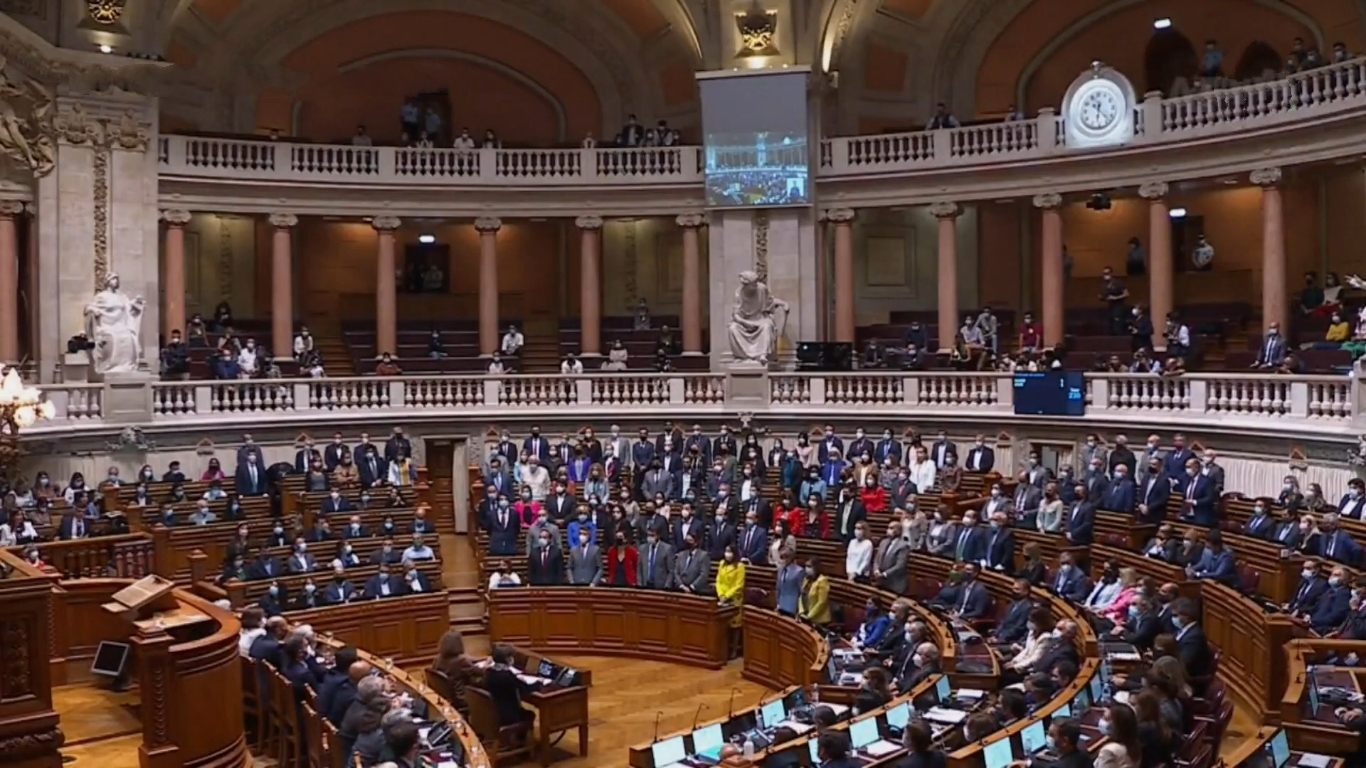
A votação da proposta de Orçamento do Estado para 2022; apenas os deputados do PS, de pé, votam favoravelmente

- 27 — A proposta do governo para o Orçamento do Estado para 2022 é chumbada com os votos contra dos partidos à sua direita (PSD, CDS-PP, IL, e CH), mas também do B.E., e PCP-PEV, a abstenção do PAN e das duas deputadas não-inscritas, e com os votos favoráveis apenas dos 109 deputados do PS. É a primeira vez que um Orçamento do Estado é rejeitado pelo Parlamento em democracia.[59][60][61]

### Novembro
- 4 — O Presidente da República, Marcelo Rebelo de Sousa, anuncia formalmente a sua intenção de dissolver a Assembleia da República na sequência da rejeição parlamentar da proposta de Orçamento do Estado, e divulga a data das próximas eleições legislativas antecipadas, marcadas para 30 de janeiro de 2022.[62]
- 22 — Tem início a emissão da CNN Portugal, substituindo a TVI24 na grelha da programação televisiva.[63]
- 27 — Um jogo de futebol disputado entre o Belenenses SAD e o Sport Lisboa e Benfica, referente à 12.ª jornada da Primeira Liga, é interrompido ao início da segunda parte em circunstâncias insólitas. Na véspera, havia sido detetado um surto interno de COVID-19 no Belenenses SAD, multiplicando-se os casos entre os jogadores e a equipa técnica: no dia do jogo, que não foi adiado, a equipa anfitriã apresentou-se a jogo sem suplentes e com apenas nove jogadores em campo (dos quais vários tirados à equipa sub-23, e com um guarda-redes na posição de avançado). No início da segunda parte, com 0-7 a favor dos benfiquistas, o jogo é dado por terminado pelo árbitro por número insuficiente de atletas na equipa do Belenenses, que tinha entretanto três jogadores lesionados.[64][65] O episódio tem enorme repercussão, com a imprensa internacional a qualificar o jogo como "vergonha" e "uma farsa".[66]
- 28 — Eleições diretas para  a liderança do Partido Social Democrata, principal partido da oposição. O incumbente Rui Rio é reeleito, vencendo ao candidato desafiador Paulo Rangel.[67]
- 29 — São identificados os primeiros casos da variante Ómicron da COVID-19: os 13 jogadores e membros da equipa técnica do Belenenses SAD.[68]

### Dezembro
- 1 — Pela segunda vez nesse ano, Portugal regressa à situação de calamidade, numa tentativa de conter o aumento de casos de COVID-19; regressa a obrigatoriedade do uso de máscara em espaços abertos e o reforço da testagem, e é anunciada uma "semana de contenção" com alguns estabelecimentos fechados e teletrabalho obrigatório em janeiro de 2022.[69]
- 11 — João Rendeiro, evadido à justiça portuguesa em parte incerta desde o final de setembro, é detido num hotel de cinco estrelas em Durban, na África do Sul, numa operação conjunta da polícia portuguesa, sul-africana e angolana, tendo contado ainda com agentes da Interpol.[70]
- 15 — O Presidente da República, Marcelo Rebelo de Sousa, é operado com sucesso a duas hérnias inguinais, no Hospital das Forças Armadas, em Lisboa.[71]

## Desporto

### Andebol
- Campeonato Português de Andebol de 2020–21

### Automobilismo
- Campeonato Nacional de Ralis
- Campeonato Nacional de Todo–o–Terreno
- Campeonato Nacional de Velocidade
- Campeonato Nacional de Montanha
- Rali de Portugal
- Rali Vinho da Madeira

### Basquetebol
- Campeonato Português de Basquetebol de 2020–21

### Ciclismo
- Volta a Portugal
- Volta ao Alentejo
- Volta ao Algarve
- GP de Torres Vedras

### Futebol
- Primeira Liga de 2020–21
- Segunda Liga de 2020–21
- Taça de Portugal de 2020–21
- Taça da Liga de 2020–21
- Supertaça Cândido de Oliveira de 2021
- Campeonato Nacional de Seniores de 2020–21

### Hóquei em patins
- Campeonato Português de Hóquei em Patins de 2019–20
- Taça de Portugal de Hóquei em Patins de 2019–20

## Mortes

### Janeiro

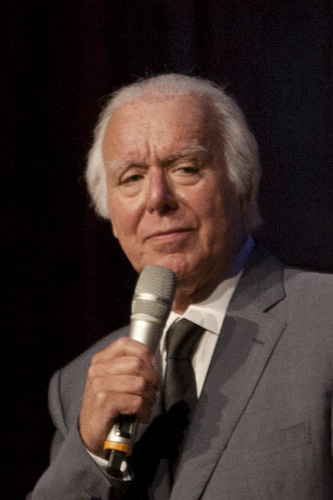
Carlos do Carmo

- 1 — Carlos do Carmo, fadista (n. 1939)[72]
- 5 — João Cutileiro, escultor (n. 1937)[73]
- 13 — Natália de Sousa, atriz (n. 1947)[74]
- 22 — Ricardo Durão, pentatleta (n. 1928)[75]
- 23 — Carlos Antunes, militante antifascista, co-fundador das Brigadas Revolucionárias (n. 1940)[76]
- 24 — António Cardoso e Cunha, político (n. 1934)[77]
- 30 — António Cordeiro, ator (n. 1959)[78]
- 30 — Licínio França, ator (n. 1953)[79]
- 30 — Bruno Navarro, historiador e docente universitário (n. 1977)[80]
- 31 — Amândio Silva, militante antifascista, participante na Operação Vagô (n. 1938)[81]

### Fevereiro

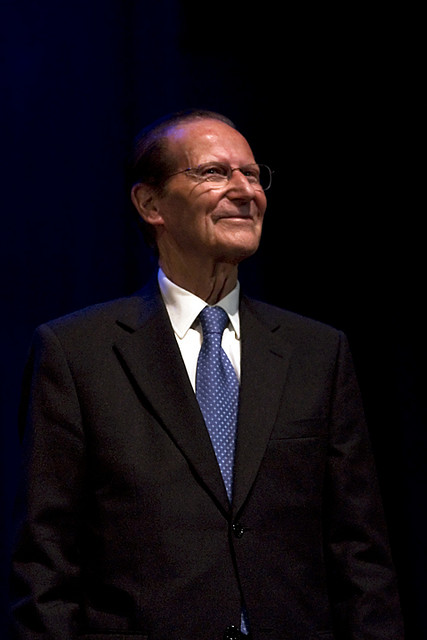
Joel Pina

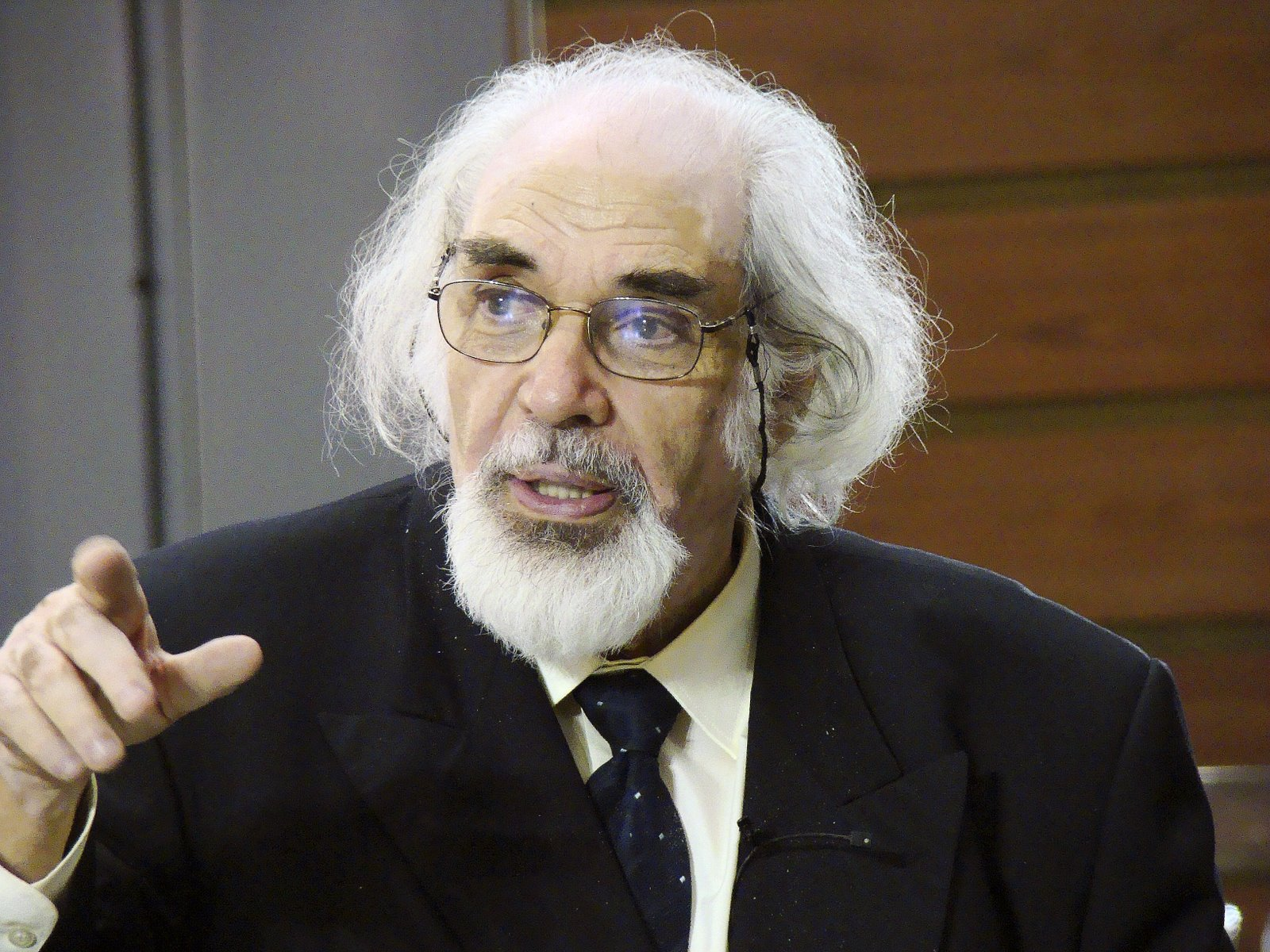
José Atalaya

- 2 — Cecília Guimarães, atriz (n. 1927)[82]
- 3 — Adelaide João, atriz (n. 1921)[83]
- 3 — Maria Andrea Gaspar, cantora lírica (n. 1929)[84]
- 8 — Manuel Sousa Pereira, escultor (n. 1939)[85]
- 11 — Marcelino da Mata, militar destacado na Guerra Colonial (n. 1940)[86]
- 11 — Joel Pina, viola-baixo de fado (n. 1920)[87]
- 16 — Carmen Dolores, atriz (n. 1924)[88]
- 19 — José Atalaya, maestro e compositor (n. 1927)[89]
- 26 — Alfredo Quintana, jogador de andebol (n. 1988)[90]

### Março
- 3 — Maria José Valério, cantora (n. 1933)[91]
- 7 — Carlos Costa, músico integrante do Trio Odemira (n. 1941)[92]
- 10 — Francisco Contente Domingues, historiador (n. 1959)[93]
- 12 — Júlio Costa, músico integrante do Trio Odemira (n. 1935)[94]
- 20 — José Gabriel Pereira Bastos, antropólogo (n. 1943)[95]
- 29 — Maria da Conceição Moita, resistente antifascista e ex-prisioneira política (n. 1937)[96]

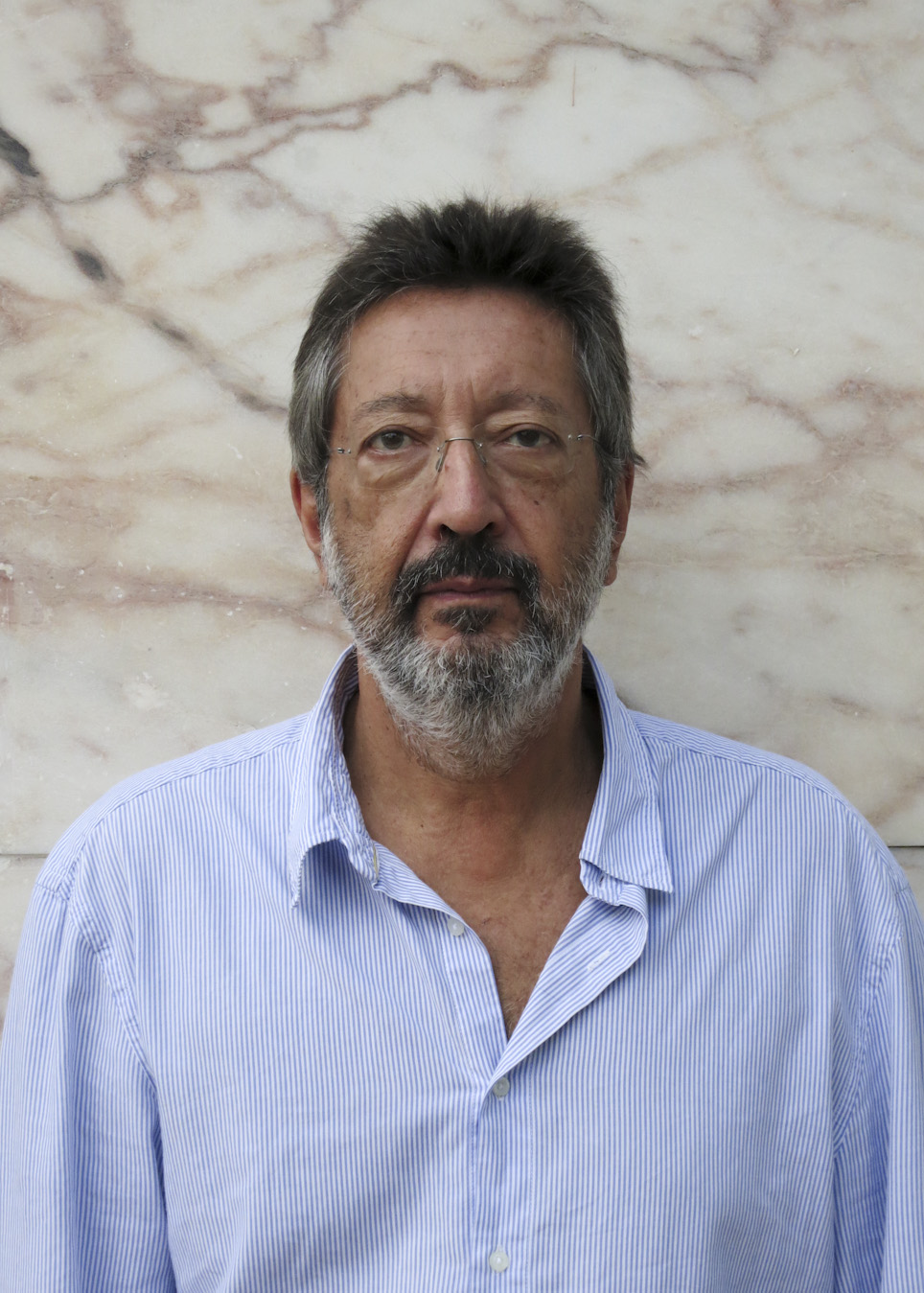
Julião Sarmento

### Abril
- 4 — António Almeida Henriques, Presidente da Câmara Municipal de Viseu (n. 1961)[97]
- 7 — Jorge Coelho, gestor e político (n. 1954)[98]
- 14 — Artur Garcia, cantor (n. 1937)[99]
- 16 — João Dória Nóbrega, médico obstetra-ginecologista, introdutor do planeamento familiar em Portugal (n. 1934)[100]

### Maio
- 4 — Julião Sarmento, artista plástico (n. 1948)[101]
- 5 — Cândido Ferreira, ator, encenador e dramaturgo (n. 1950)[102]
- 5 — Nuno Monteiro, investigador e professor de ciência política na Universidade de Yale (n. 1971)[103]
- 8 — Arnaldo Costeira, Capitão de Abril (n. 1946)[104]
- 13 — Maria João Abreu, atriz (n. 1964)[105]
- 16 — Pedro Lains, historiador económico (n. 1959)[106]
- 16 — Eduardo Diniz Almeida, Capitão de Abril e participante na resposta à intentona de 11 de Março de 1975 (n. 1944)[107]

### Junho
- 10 — Neno, futebolista (n. 1962)[108]
- 11 — António Torrado, escritor (n. 1939)[109]

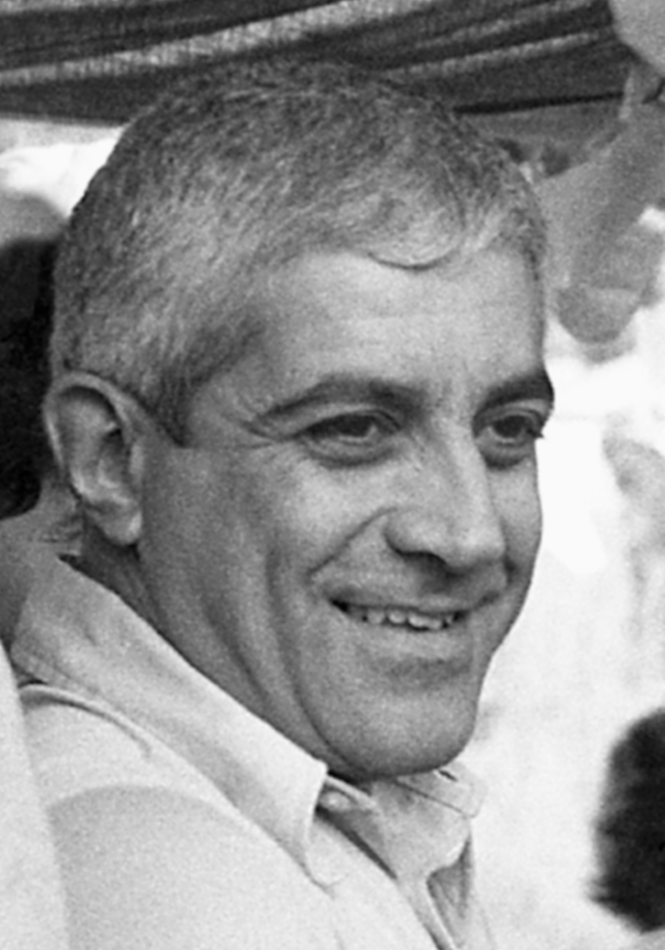
Otelo Saraiva de Carvalho

### Julho
- 1 — António Coimbra de Matos, médico e professor (n. 1929)[110]
- 11 — Vasco de Castro, cartunista (n. 1935)[111]
- 22 — António Norton de Matos, fundador do CDS-PP e deputado à Assembleia Constituinte (n. 1935)[112]
- 24 — Virgílio Pereira, ex-presidente da Câmara Municipal do Funchal e eurodeputado (n. 1941)[113]
- 25 — Otelo Saraiva de Carvalho, estratega da revolução de 25 de Abril de 1974 e implicado no caso FP-25 (n. 1936)[114]
- 30 — Olga Prats, pianista (n. 1938)[115]

### Agosto
- 3 — Ilda Aleixo, a costureira de Amália Rodrigues (n. 1921)[116]
- 6 — José Manuel Carreira Marques, ex-presidente da Câmara Municipal de Beja (n. 1943)[117]
- 18 — Mariana Silva, fadista (n. 1934)[118]
- 19 — Carlos de Azeredo, general, último governador civil do Distrito Autónomo do Funchal e presidente da Junta Governativa da Madeira (n. 1930)[119]

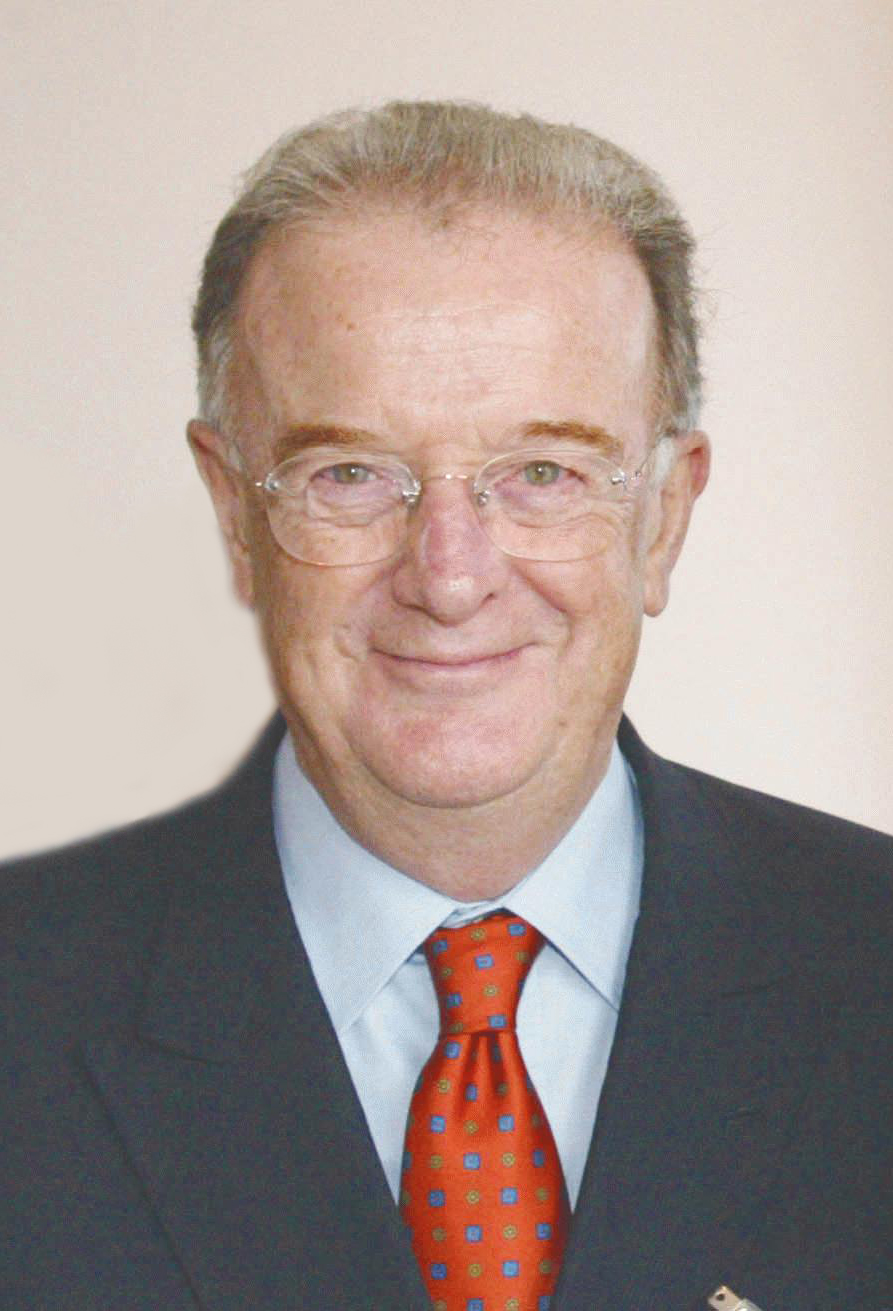
Jorge Sampaio

### Setembro
- 2 — Isabel da Nóbrega, escritora (n. 1925)[120]
- 2 — Manuel Soares Costa, engenheiro agrónomo e político fundador do PPD/PSD (n. 1933)[121]
- 3 — Igor Sampaio, ator (n. 1944)[122]
- 10 — Jorge Sampaio, ex-Presidente da República (n. 1939)[123]
- 18 — José-Augusto França, historiador e crítico de arte (n. 1922)[124]

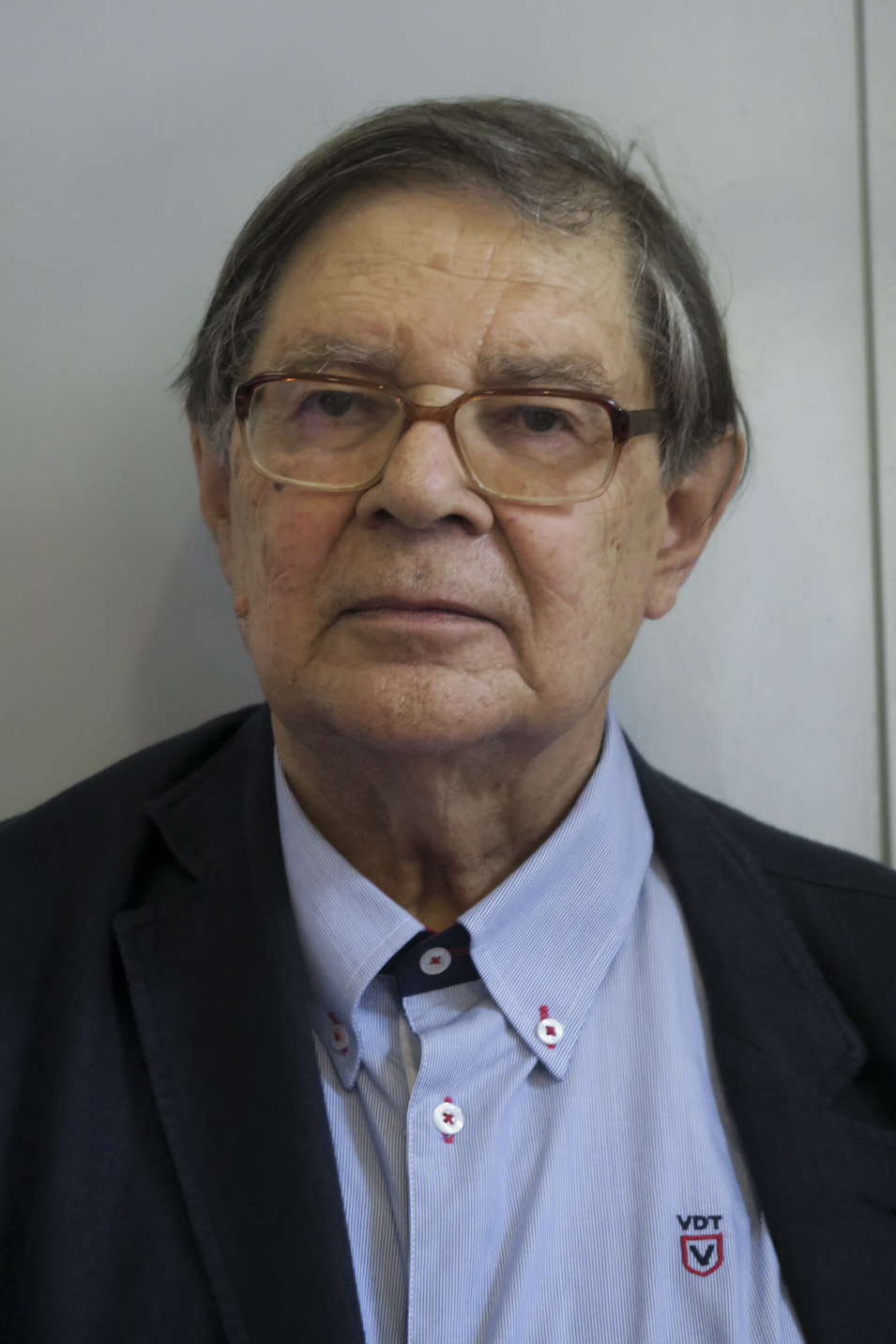
João Rocha de Sousa

### Outubro
- 3 — João Rocha de Sousa, artista plástico e crítico de arte (n. 1938)[125]
- 6 — Vítor Feytor Pinto, sacerdote católico e eticista (n. 1932)[126]
- 11 — Luís de Moura Sobral, historiador de arte (n. 1943)[127]
- 19 — Armanda Passos, pintora (n. 1944)[128]

### Novembro
- 10 — João Paes, compositor e musicólogo (n. 1928)[129]
- 9 — Rui Oliveira e Costa, politólogo e comentador desportivo, antigo diretor da Eurosondagem e ex-dirigente da União Geral de Trabalhadores (n. 1948)[130]
- 15 — Rui Borges Santos Silva, Capitão de Abril (n. 1945)[131][132]
- 19 — António Serra Lopes, advogado (n. 1934)[133]
- 20 — Carlos Ribeiro, médico cardiologista e antigo Bastonário da Ordem dos Médicos (n. 1926)[134]
- 20 — Nini Remartinez, cantora e atriz (n. 1919)[135]
- 20 — Edmundo Silva, músico baixista dos Sheiks (n. 1939)[136]
- 21 — José Manuel Leite, pastor presbiteriano e primeiro Presidente da Câmara Municipal da Figueira da Foz eleito após o 25 de Abril de 1974 (n. 1940)[137]
- 29 — Dapin, o primeiro surfista português de nível internacional (n. 1966)[138]

### Dezembro

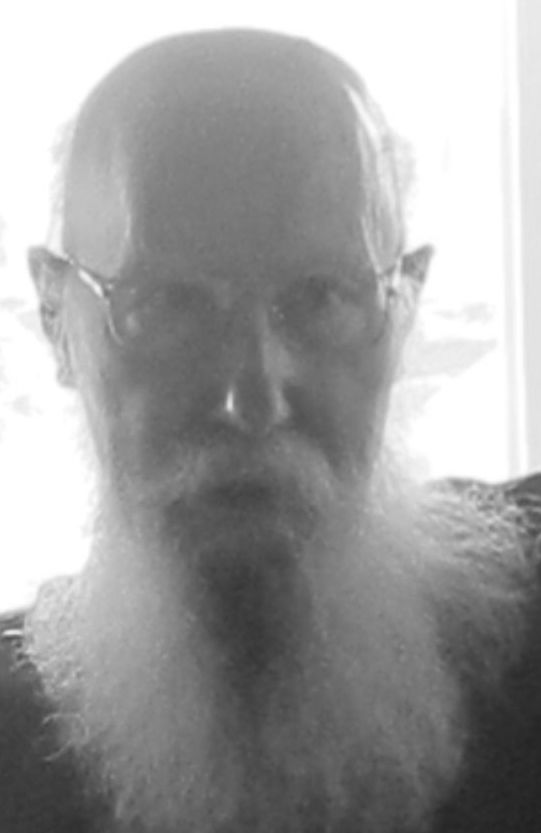
José Eduardo Pinto da Costa

- 1 — Almerindo Marques, gestor, antigo presidente da RTP e da Estradas de Portugal (n. 1939)[139]
- 4 — Pedro Gonçalves, músico contrabaixista e guitarrista dos Dead Combo (n. 1970)[140]
- 8 — José Eduardo Pinto da Costa, médico-legista e professor catedrático (n. 1934)[141]
- 9 — Magazino, disc jockey e músico de música eletrónica (n. 1977)[142]
- 15 — Rogério Samora, ator (n. 1959)[143]
- 20 — Carlos Ribeiro, ciclista (n. 1992)[144]
- 23 — Francisco Valada, ciclista (n. 1941)[145]
- 24 — António Badajoz, bandarilheiro (n. 1922)[146]
- 26 — João Paulo Cotrim, jornalista, editor, escritor e fundador da Bedeteca de Lisboa (n. 1965)[147]